# 天才 (石原慎太郎の作品)
『天才』（てんさい）は、石原慎太郎が記した政治をテーマにした小説。

## 概要
主人公は内閣総理大臣をつとめた田中角栄であり、田中を「俺」という一人称で記した自伝風小説である。
石原は国会議員時代には田中批判の急先鋒であったが、田中の業績を見直した内容にもなっており、当時の「角栄ブーム」も手伝い90万部以上の売り上げを記録した。
2013年に脳梗塞を患い、ひらがなも思い出せなくなるぐらいの後遺症を残した後の作品だが、本人はワードプロセッサや口述で執筆したとしている。